# KHL Zagreb
KHL Zagreb – chorwacki klub hokejowy z siedzibą w Zagrzebiu.

## Sukcesy
- Mistrzostwo Jugosławii (1): 1956
- Mistrzostwo Chorwacji (4): 1992, 1993, 1994 oraz 1996